# Monastère de Gorioč
Le monastère de Gorioč (en serbe cyrillique : Манастир Гориоч ; en serbe latin : Manastir Gorioč) est un monastère orthodoxe serbe situé au Kosovo, à proximité de la ville d'Istog/Istok, dans le district de Pejë/Peć. Il dépend de l'éparchie de Ras-Prizren et figure sur la liste des monuments culturels d'importance exceptionnelle de la république de Serbie.
Le monastère de Gorioč est un métoque du monastère de Visoki Dečani. Le complexe conventuel comprend une église, dédiée à saint Nicolas, un clocher et le réfectoire des moines.

## Histoire
Selon la tradition, le monastère aurait été fondé par le roi Stefan Uroš III Dečanski, en remerciement de la guérison d'une maladie qui atteignait ses yeux.
Au cours de la Seconde Guerre mondiale, les Albanais nazis transformèrent l'église en prison. Fin 1999, après le retrait des forces yougoslaves, le monastère fut en partie détruit par des membres de l'Armée de libération du Kosovo (UÇK)[réf. nécessaire].
Aujourd'hui, le monastère abrite des religieuses.

## Description
L'église Saint-Nicolas date du XIVe siècle et elle a été restaurée au XVIe siècle, au XVIIIe siècle et au début du XXe siècle. Elle est constituée d'une seule nef et abrite des icônes et des fresques peintes aux XVIIe et XVIIIe siècles. Les autres bâtiments du monastère, réfectoire, clocher et fontaine, sont de construction plus tardive.

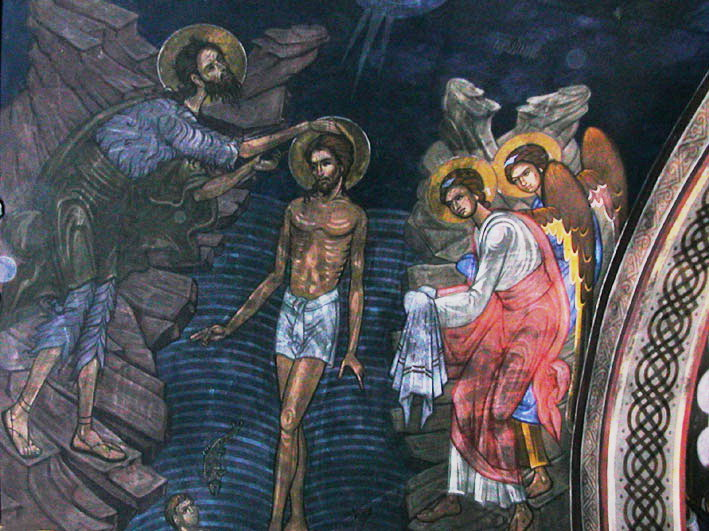
Fresque de l'église Saint-Nicolas

La bibliothèque du monastère abritait des manuscrits et des livres précieux datant des XIVe et XVe siècles. Au milieu du XIXe siècle, le voyageur russe Aleksandr Hilferding, qui était également historien et consul, en rapporta certains en Russie ; ils sont aujourd'hui conservés à la bibliothèque nationale de Saint-Pétersbourg.